# Петър Зъбов
Петър Зъбов или Зубов е български юрист и общественик, висш чиновник в Министерството на правосъдието, подпредседател на Апелативния съд.

## Биография
Зъбов е роден на 9 Октомври 1860 година в Пирот, тогава в Османската империя. Завършва средното си образование в първи випуск на Първа мъжка гимназия в София, след което следва право в Хайделберг, Германия. При обявяване на Сръбско-българската война, през 1885 г. заминава доброволец на фронта, като се зачислява заедно с много други български студенти от Европа в Студентския легион. Преселва се да живее в София. Доктор по право. Участва активно в обществения живот на младата държава след Освобождението.
През 1917 – 1918 година е член на Поморавския народо-просветен комитет. В 1919 година е един от авторите на Адрес-плебисцит на живеещите в България пиротчанци, с който се протестира срещу включването на Пиротския край в състава на Сърбия.
Починал на 09.03.1944 година в София.